# Алкіона та Кейк

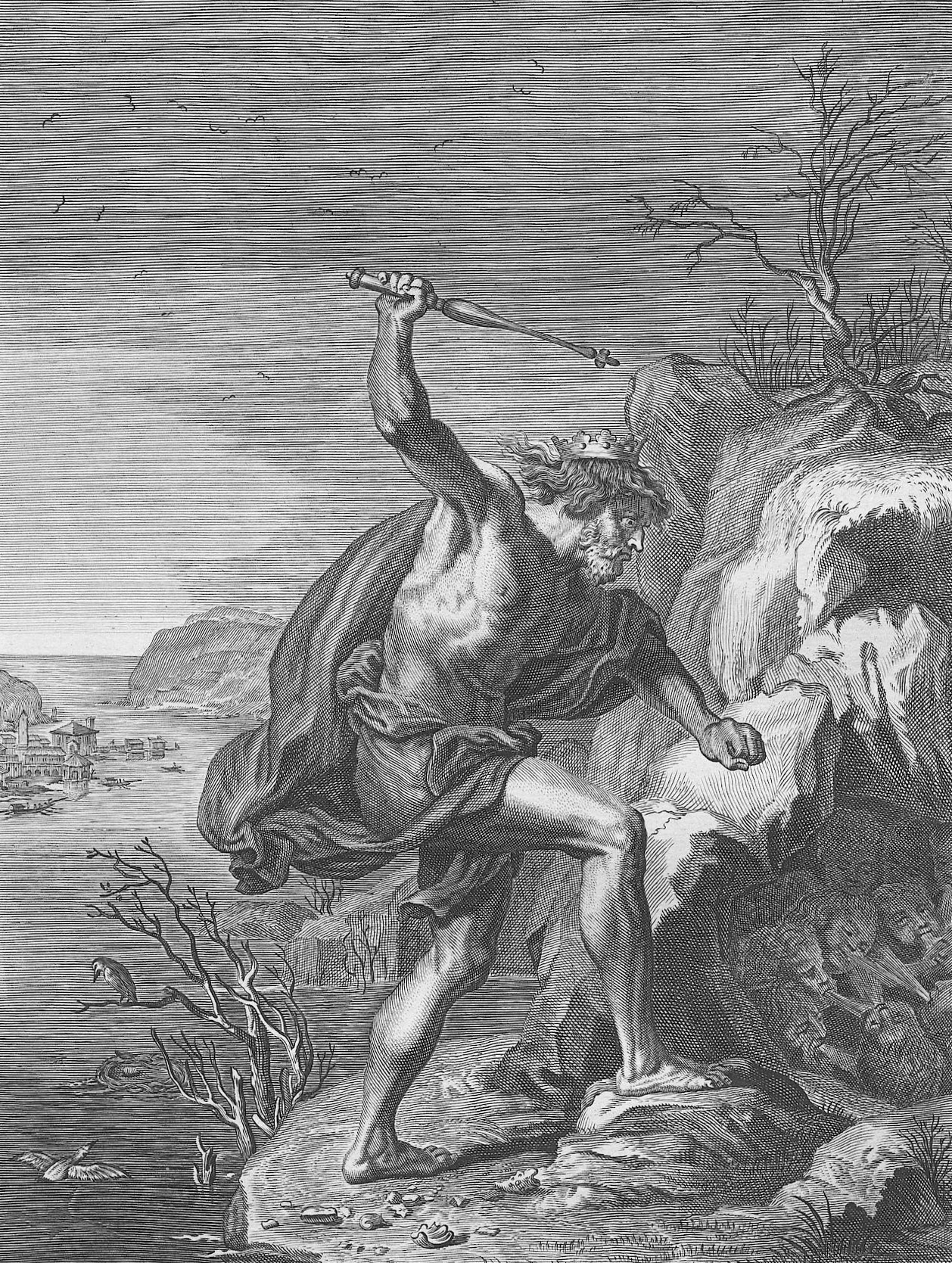
Алкіона і Кейк перетворилися на альціон

У грецькій міфології, Алкіона або Альціона  ( [ælˈsaɪəˌni[непідтримувані символи]hælˈsaɪəˌni] ; дав.-гр. Ἀλκυόνη, трансліт. Alkyónē     отриманий з дав.-гр. ἀλκυών, трансліт. alkyṓn, латиніз. kingfisher     ) і Кейк ( [ˈsiːɪks] ; дав.-гр. Κήϋξ, трансліт. Kḗÿx    ) були дружиною і чоловіком, які викликали гнів бога Зевса .

## Мітологія

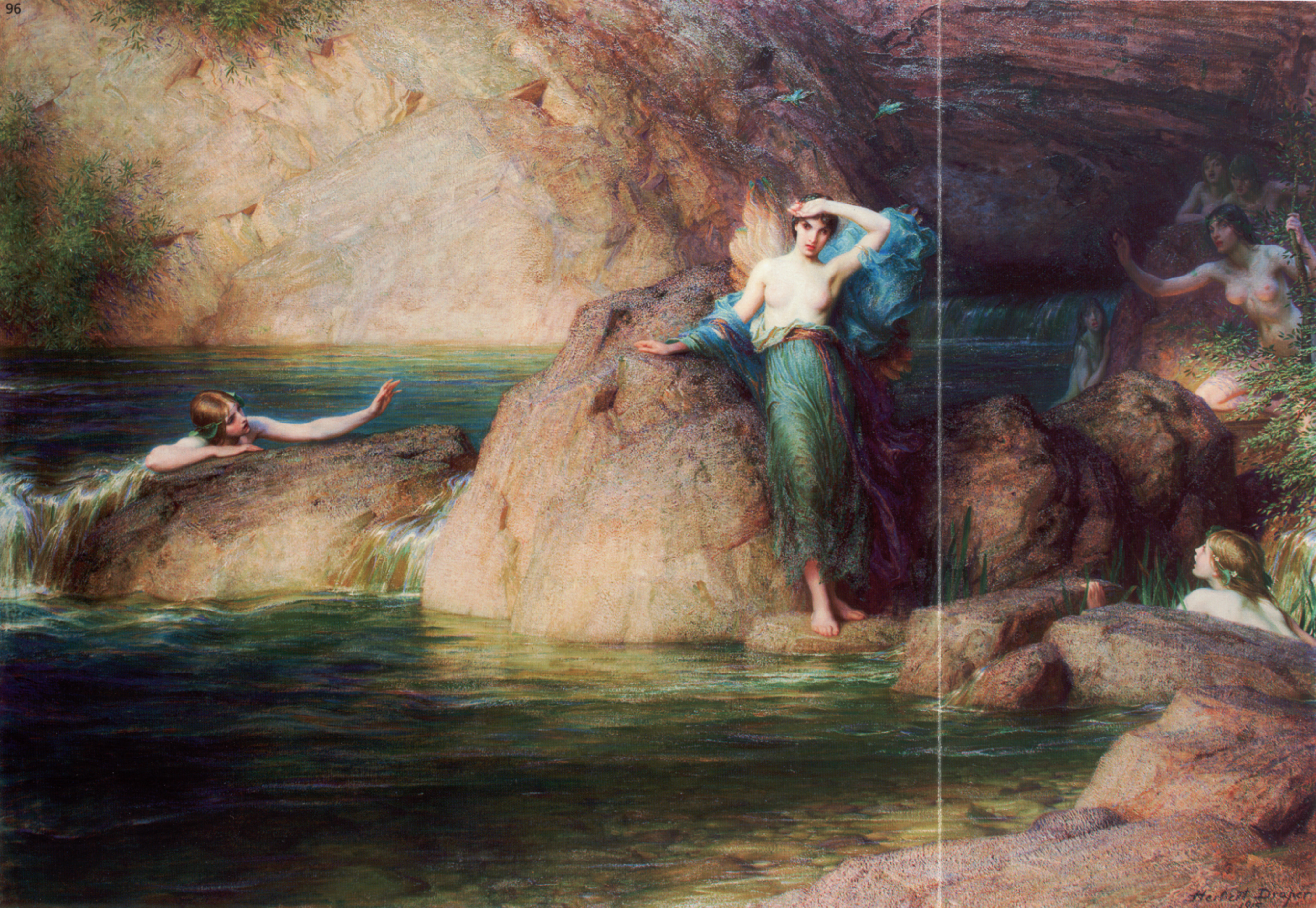
Герберт Джеймс Дрейпер, Алкіона, 1915.

Алкіона була дочкою царя Еола з Еолії від Енарет  або Егіале,  фессалійською принцесою, а потім і королевою Трахіди . Кейк був сином Еосфора (часто перекладається як Люцифер ). 
Алкіона і Кейк одружилися і були дуже щасливі разом у Трахісі. Згідно з розповіддю Псевдо-Аполлодора, вони часто святотатливо називали один одного « Зевс » і « Гера ».   Це розлютило Зевса, тому, поки Кейк був у морі (за словами Овідія, збирався порадитися з оракулом), бог кинув у його корабель блискавку. Незабаром після цього, бог сновидінь Морфей, переодягнений в Кейка, з’явився Алкіоні як привид, щоб розповісти їй про свою долю, і вона кинулася в море у своєму горі. З співчуття боги перетворили їх обох на водоморозів, або «пташок альціон», названих на її честь.
Овідій  і Гігін також розповідають про метаморфозу пари під час і після втрати Кейка упродовж жахливої бурі, хоча вони обидва опускають, що Кейк і Алкіона називали один одного Зевсом і Герою, результатом чого став гнів Зевса. Навпаки, згадується, що, не знаючи про смерть Кейка під час корабельної аварії, Алкіона продовжувала молитися біля вівтаря Гери за його безпечне повернення.  Овідій також додає деталі того, як вона бачила викинуте на берег тіло коханого перед спробою вчинити самогубство.
Міф також коротко згадується Вергілієм, знову ж таки без посилання на гнів Зевса. 

## Спокійні дні
Овідій та Гігін також роблять метаморфозу походженням етимології для « днів спокою »: семи днів взимку, коли не буває штормів. Вони стверджують, що спочатку це були 14 днів кожного року (по сім днів по обидва боки найкоротшого дня в році  ), протягом яких Алкіона (як водомороз ) відкладала яйця та влаштовувала гніздо на пляжі, і протягом яких її батько Еол, бог вітрів, стримував вітри і заспокоював хвилі, щоб вона могла робити це в безпеці. Еол контролює вітер, і пташина пара може вигодовувати своїх пташенят.  Відтоді ця фраза стала позначати будь-який мирний час. Її правильне значення, однак, полягає в щасливому розриві, або яскравому інтервалі, що розгортається посеред біди; так само, як дні затишшя і м'якої погоди встановлюються в розпал зими заради відкладення яєць водоморозами згідно з міфом. Водоморози, однак, не живуть біля моря, тому розповідь Овідія не ґрунтується на будь-яких реальних спостереженнях за цим видом і насправді стосується міфічного птаха, який лише пізніше був ототожнений з рибалочкою блакитним.

## Інтерпретація
Англійський поет Роберт Грейвс у своїх «Грецьких міфах» пояснив походження міфу Алкіони так:
| Легенда про гніздо альціони або водомороза (яке не має підґрунтя в природній історії, оскільки ця птаха не будує жодного гнізда, а відкладає яйця в нори біля води) може стосуватися лише народження нового священного царя під час зимового сонцестояння — після того, як королева, яка представляє його матір, богиню Місяця, перенесла труп старого короля на острів гробниці. Але оскільки зимове сонцестояння не завжди збігається з однією і тією ж фазою місяця, під словом «кожний рік» слід розуміти «кожний Великий рік», із ста місячних, в останній з яких сонячний і місячний час були приблизно синхронізовані, і закінчився термін повноважень священного короля. |
| Гомер пов’язує альціону з Алкіоною, титулом дружини Мелеагра Клеопатри ( Іліада ), і з дочкою Еола, охоронцем вітрів. Отже, Алкіона не може означати «морська собака», як зазвичай припускають, але alcy-one має означати «королева, яка відганяє зло». Цей висновок підтверджується міфом про Алкіону і Кейка, а також способом їхнього покарання Зевсом і Герою. Немає необхідності наголошувати на морській частині легенди, хоча цей птах, який має жалібний крик, був священним для морської богині Афродіти, або Левкотеї, як і водомороз Кіпру. Здається, що наприкінці другого тисячоліття до нашої ери, еолійці-мореплавці, які погодилися поклонятися доеллінській богині Місяця як своїй божественній родоначальниці й захисниці, стали даниною ахейців, що поклонялися Зевсу, і були змушені прийняти олімпійську віру. «Зевс», який, за словами Йоханнеса Цетцеса, до цього часу був титулом, якого народжували дрібні королі, відтепер відносився до Небесного Отця. Але на Криті стародавня містична традиція про те, що Зевс народжувався і помирав щороку, збереглася в християнські часи, і гробниці Зевса були показані в Кносі, на горі Іда і на горі Дікт, кожна з яких була різним культовим центром. Каллімах був шокований і у своєму Гімні Зевсу написав: «Критяни завжди брехуни. Вони навіть гроб Твій збудували, Господи! Але Ти не помер, бо Ти живеш вічно». Це цитується у Тита. |
| Пліній, який детально описує імовірне гніздо альціони — очевидно, зоофіти, яку Лінней назвав halcyoneum, — повідомляє, що її рідко можна побачити, і то лише під час двох сонцестояннь та на місці Плеяд . Це доводить, що вона спочатку була проявом богині Місяця, яка по черзі була богинею життя-в-смерті під час зимового сонцестояння і смерті-у-житті під час літнього сонцестояння; і яка кожного Великого року, на початку листопада, коли заходили Плеяди, надсилала священному королю свій смертельний клич. |
| Ще одна Алкіона, дочка Плейони («королеви вітрильників») від Атласа, була лідеркою семи Плеяд . Геліакальне піднесення Плеяд у травні розпочало навігаційний рік; їхнє встановлення знаменувало його кінець, коли (як зазначає Пліній в уривку про альціону) подув надзвичайно холодний північний вітер. Обставини смерті Кейка показують, що еолійці, які були відомими мореплавцями, поклонялися богині як «Алкіоні», тому що вона захищала їх від каменів і негоди: Зевс зруйнував корабель Кейка, всупереч її силам, кинувши в нього громом. Але альціоні досі приписували магічну силу вгамовувати шторм; і її тіло, коли воно було висушене, використовувалося як талісман від блискавки Зевса — імовірно, тому, що там, де він вдарить, він не вдарить знову. Середземномор'я схильне спокійно ставитися до часу зимового сонцестояння. |

Хоча одна з міфологічних Плеяд справді називалася Алкіона, Грейвс не цитує жодних джерел, які б підтверджували його твердження, що вона була їхньою лідеркою, або навіть на підтримку ідеї про те, що у них був лідер. Це твердження також висловлено в «Білій богині» Грейвса, але знову ж таки не наведено жодних цитат з міфів чи схолістів, щоб це підтвердити.

## Спадщина
- На честь подружжя названі різні види рибалочкових у зв’язку з міфом про метаморфози:
  - На його честь названий рід Ceyx (з сімейства річкових корольків).
  - Сімейство зимородків Halcyonidae ( деревні зимородки ) названо на честь Алкіони, як і рід Halcyon .
  - Латинська назва виду зимородка з поясом (Megaceryle alcyon ) також посилається на її ім’я.
- Їхня історія описана в «Книзі герцогині» .
- Їхня історія покладена в основу опери « Алькіона» французького композитора Марена Маре та кантати « Альціона » Моріса Равеля.
- Колекція знаменитого поета природи Канади Арчибальда Лампмана "Алкіона", його остаточного набору пезій, опублікованого посмертно в 1899 році, підкреслює, які апокаліптичні і утопічні видіння Лампманова в майбутньому.
- Т. С. Еліот черпає з цього міфу в «Сухих порятунках» : «І обірвана скеля в неспокійних водах, / Хвилі омивають її, тумани приховують її; / У спокійний день це просто пам'ятник, / У судноплавну погоду це завжди морська марка/Прокласти курс: але в похмуру пору року/Або раптова лютість – це те, чим воно було завжди».
- У «Файлах напівбога» Ріка Ріордана була частина під назвою «Щоденник Люка Кастеллана», в якій згадується схожий персонаж на ім’я Халкіон Грін, який є сином Аполлона і зараз перебуває під «домашнім арештом» за те, що розкрив жінці свою долю.

## Галерея

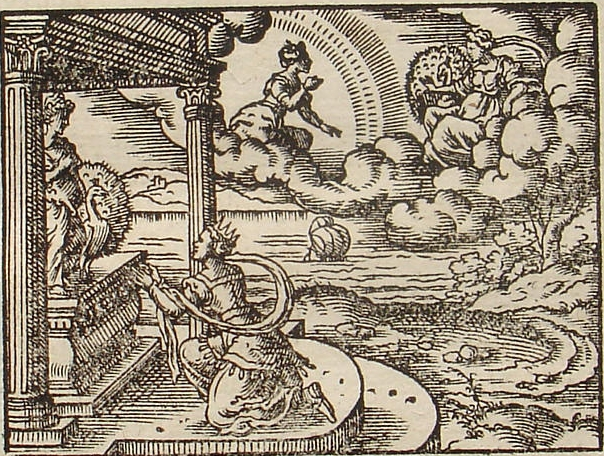
Алкіона молиться Юноні, гравюра Вергілія Соліса для книги XI Метаморфози Овідія, 573-582
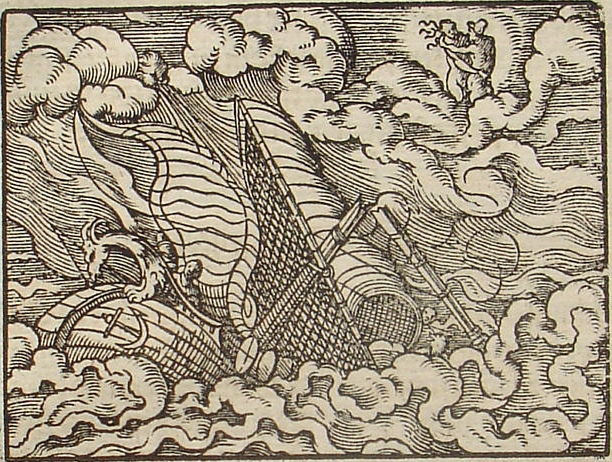
Сейкс у бурі, гравюра Вергілія Соліса для «Метаморфози» Овідія, книга XI, 410-572
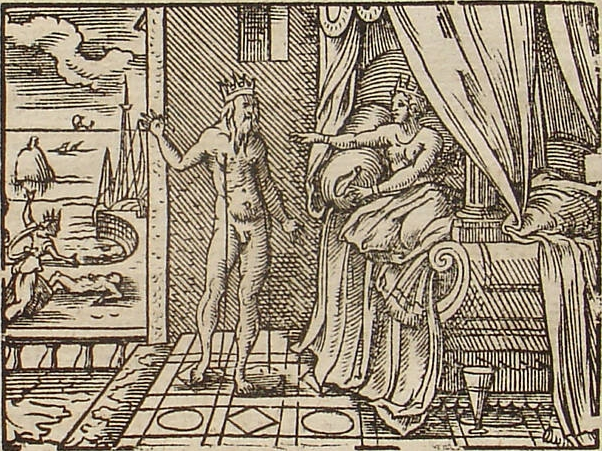
Сейкс/Морфей з’являється Алкіоні, гравюра Вергілія Соліс для «Метаморфози» Овідія, книга XI, 650–749.
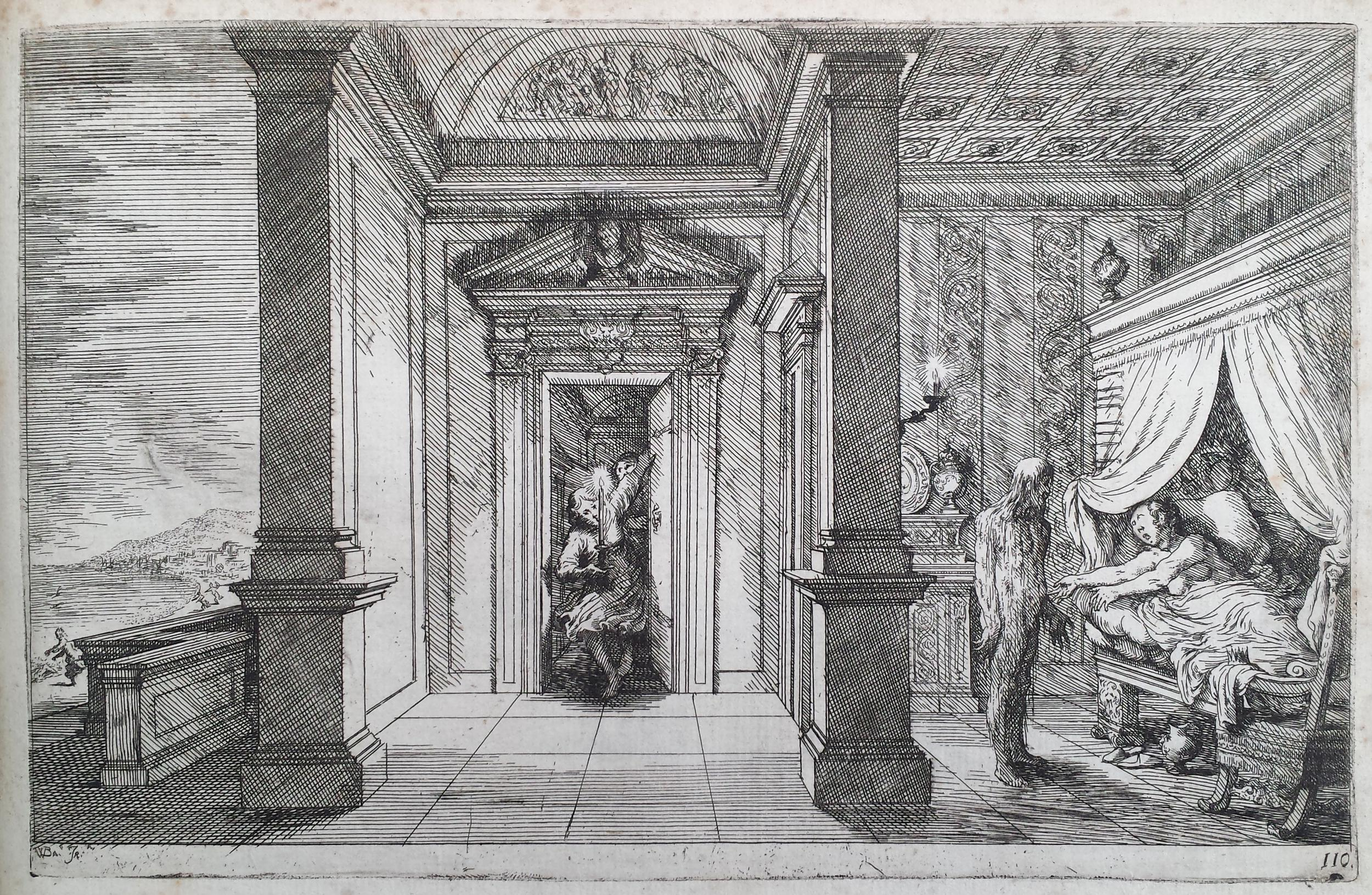
Сейкс/Морфей з’являється Алкіоні, гравюра (або, швидше за все, офорт) Бауера для книги Овідія «Метаморфози», XI, 633–676.
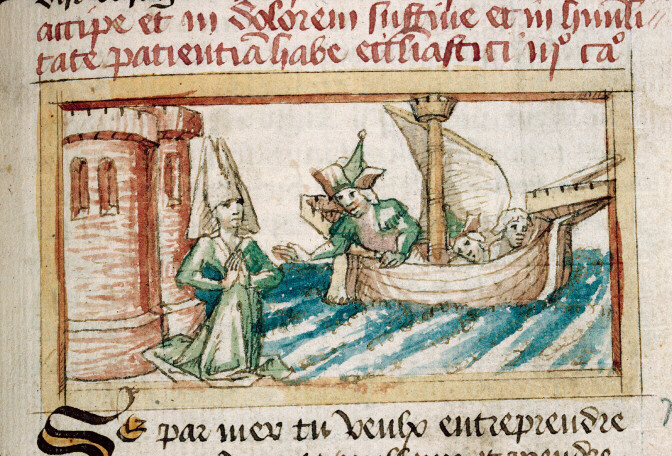
Ceyx prenant congé d'Alcyone (15 століття)
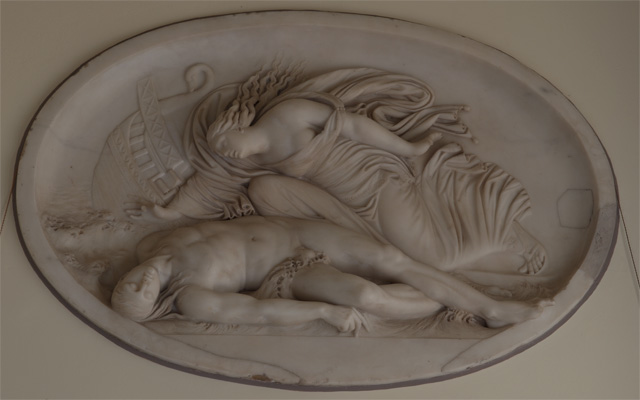
Мармуровий барельєф Alcyone і Ceyx, спочатку в Парлінгтон-Холі, Аберфорд, був перенесений в Лотертон-Хол десь після 1905 року.